# Legioen van Verdienste van de Turkse Strijdkrachten
Het Legioen van Verdienste van de Turkse Strijdkrachten wordt toegekend aan militairen en burgers, turken en vreemdelingen, voor zover zij tijdens het uitoefenen van hun taak hun werk zeer efficiënt en succesvol hebben verricht. Men verleent de verzilverde bronzen onderscheiding ook voor het verbeteren van de buitenlandse betrekkingen.
Het ereteken, het is een medaille, bestaat uit een medaillon met een hand die een eikentak vastgrijpt en om het wapen gelegde lauwerkransen dat met een gesp in de vorm van een kleine lauwertak aan een donkerrood lint is bevestigd.
Op de zilveren baton staat "Liyakat".